# Pietraporzio
Pietraporzio (piemontesisch Peiropurch, okzitanisch Peiropùorch) ist eine Gemeinde in der italienischen Provinz Cuneo (CN), Region Piemont.

## Lage und Einwohner
Pietraporzio liegt rund 50 km westlich von der Provinzhauptstadt Cuneo entfernt im Val Stura, dem Tal des Stura di Demonte. Das Gemeindegebiet umfasst eine Fläche von 54 km² und hat 68 Einwohner (Stand 31. Dezember 2023). Die Gemeinde hatte in den letzten 150 Jahren einen Rückgang der Bevölkerung um 90 % zu verkraften. Zur Gemeinde gehören die drei Fraktionen (Frazioni) Castello, Murenz und Pontebernardo. Etwa 15 km sind es zum Colle della Maddelena, wo sich die Staatsgrenze zu Frankreich befindet.
Die Nachbargemeinden sind Argentera, Canosio, Saint-Étienne-de-Tinée, Sambuco und Vinadio.

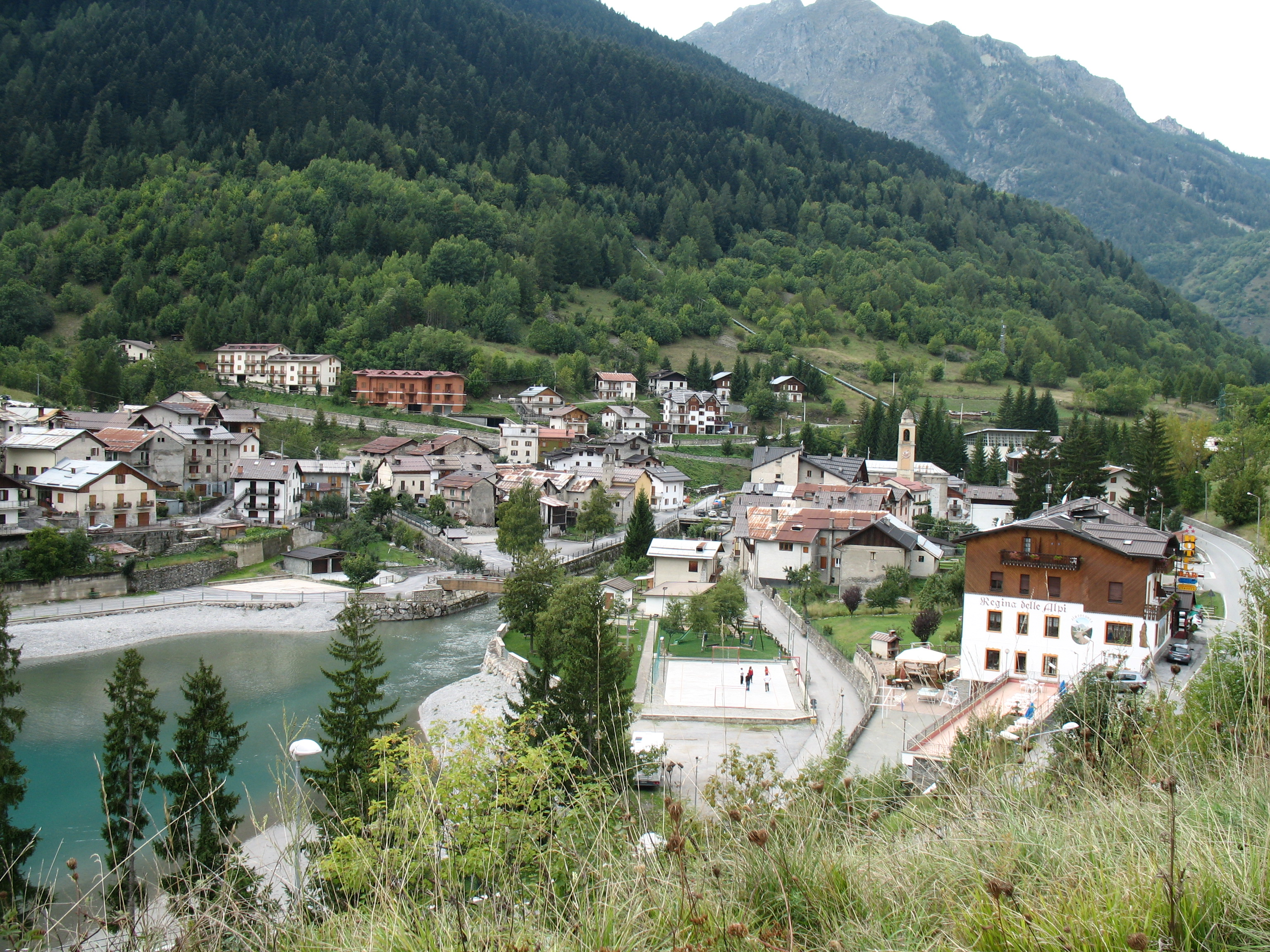
Panorama von Pietraporzio

## Geschichte

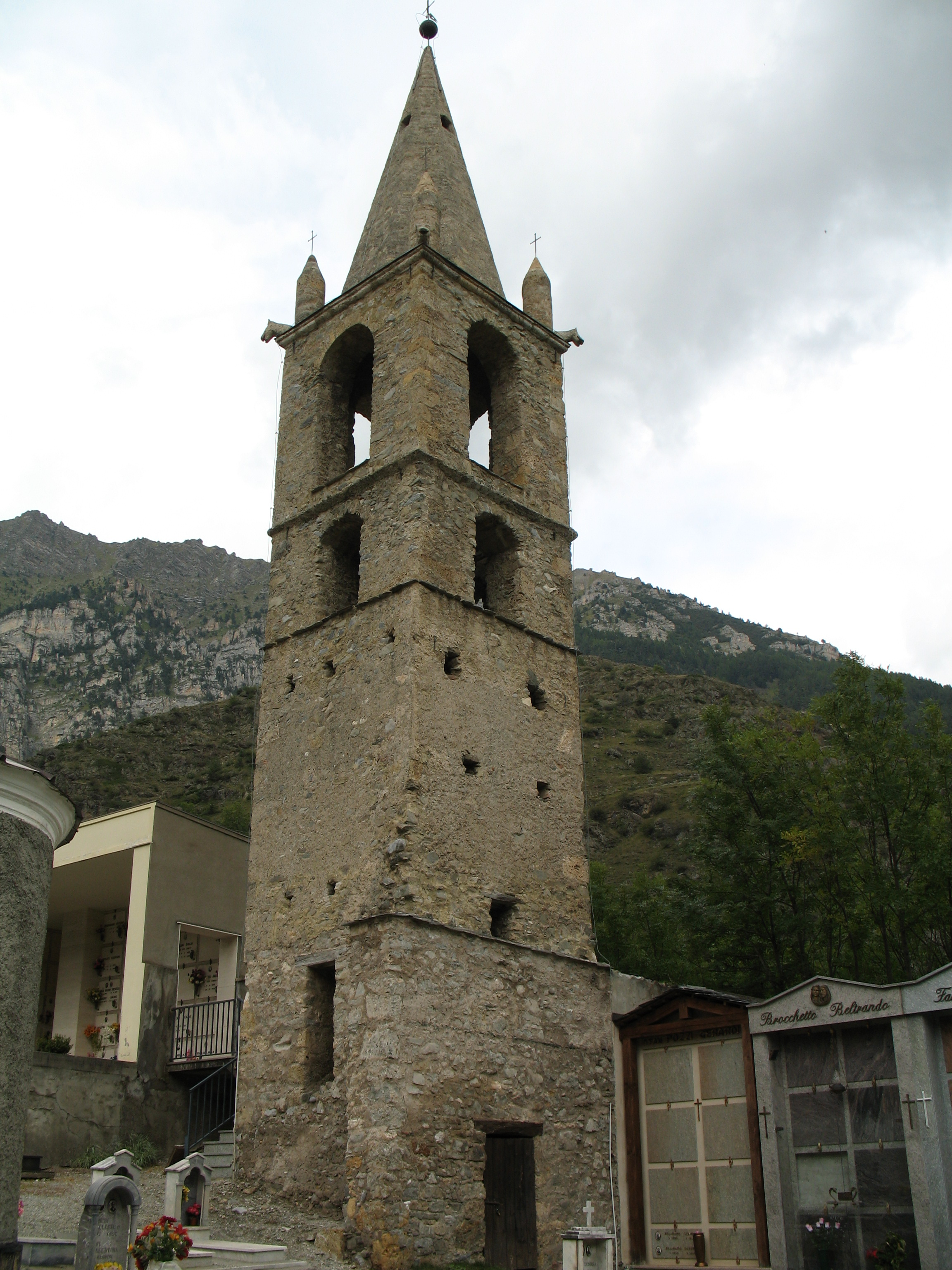
Der Glockenturm der „Catre Loupes“

Der Ortsname erscheint in der Dokumentation von 1165 mit „Peraporco“, gefolgt von mehreren anderen Varianten. Die Geschichte des Dorfes ist eng mit der der anderen menschlichen Siedlungen im oberen Tal verbunden. Im 13. Jahrhundert gehörte es den Markgrafen von Saluzzo, die es regierten, bis Karl I. von Anjou das Stura-Tal besetzte. Ende des 15. Jahrhunderts ging es an die Familie Savoyen über.

## Sehenswürdigkeiten
- Der alte Glockenturm der „Catre Loupes“, der sich im Inneren des Friedhofs befindet und seinen Namen aufgrund der Anwesenheit tierischer Figuren an den Ecken des Turms trägt.
- Die Pfarrkirche Santo Stefano, die 1700 als Ersatz für die ältere erbaut wurde.
- Die Bruderschaft der Madonna del Carmine mit einem charakteristischen Glockenturm mit Holzdach.
- Die Pfarrkirche Maria Vergine Assunta in Pontebernardo mit einem Glockenturm aus dem 18. Jahrhundert.

## Persönlichkeit
- Stefania Belmondo (* 13. Januar 1969), Skilangläuferin, aufgewachsen im Weiler Pontebernardo.